# 2000年シドニーオリンピックのルーマニア選手団
2000年シドニーオリンピックのルーマニア選手団（2000ねんシドニーオリンピックのルーマニアせんしゅだん）は、2000年9月15日から10月1日にかけてオーストラリアのニューサウスウェールズ州シドニーで開催された2000年シドニーオリンピックのルーマニア選手団、およびその競技結果。
金メダル11個、銀メダル6個、銅メダル9個の合計26個のメダルを獲得した。

## メダル
| メダル | 選手名 | 競技       | 種目                 |
| ------ | --- | ---------- | -------------------- |
| 金     | ガブリエラ・サボー | 陸上       | 女子5000m            |
| 金     | ディアナ・モカヌ | 競泳       | 女子100m背泳ぎ       |
| 金     | ディアナ・モカヌ | 競泳       | 女子200m背泳ぎ       |
| 金     | マリウス・ウルジカ | 体操       | 男子あん馬           |
| 金     | シモナ・アマナール | 体操       | 女子個人総合         |
| 金     | マリア・オラルー クラウディア・プレサカン アンドレーア・ラドゥカン シモナ・アマナール ロレダナ・ボボク アンドレーア・イサレスク | 体操       | 女子団体総合         |
| 銀     | ベアトリス・カスラル | 競泳       | 女子200m個人メドレー |
| 銀     | ビオレッタ・セケリー | 陸上       | 女子1500m            |
| 銀     | リディア・シモン | 陸上       | 女子マラソン         |
| 銀     | マリアン・シミオン | ボクシング | 男子ライトミドル級   |
| 銀     | マリア・オラル | 体操       | 女子個人総合         |
| 銀     | アンドレーア・ラドゥカン | 体操       | 女子跳馬             |
| 銅     | ベアトリス・カスラル | 競泳       | 女子400m個人メドレー |
| 銅     | ガブリエラ・サボー | 陸上       | 女子1500m            |
| 銅     | オアナ・パンテリモン | 陸上       | 女子走高跳           |
| 銅     | ドレル・シミオン | ボクシング | 男子ウェルター級     |
| 銅     | シモナ・アマナール | 体操       | 女子ゆか             |
| 銅     | シモナ・リクテル | 柔道       | 女子78kg以下級       |